# Archena
Archena è un comune spagnolo di 18 202 abitanti situato nella comunità autonoma di Murcia. È capitale della comarca della Valle de Ricote a 25 km da Murcia. Il territorio comunale al nord è ondulato con colline che non superano i 276 metri d'altitudine, poi si apre per la maggior parte alla grande e fertile pianura murciana fino al capoluogo della regione.
Asse centrale della zona è il fiume Segura che sbocca nella pianura attraverso la gola compresa fra il monte Ope e la Sierra de la Serreta e attraversa la città di Archena. La pianura è dotata di un ricco sistema di irrigazione basato su antichi pozzi e canali che la fertilizzano e ne favoriscono l'agricoltura, l'orticultura e la produzione di frutta. A testimoniare la lunga presenza moresca sono le numerose palme che caratterizzano il territorio. Fa parte dei comuni della moresca Valle de Ricote.
Abitata dai Cartaginesi, la zona fu centro di lotte fra questi e i Romani nel periodo delle guerre puniche e, durante la dominazione romana, Archena fu un municipium della provincia della Hispania Tarraconensis. Ai Mori, che vi si installarono nel 713, è dovuto il sistema d'irrigazione della grande pianura. La dominazione araba durò più che in altre terre spagnole e il Regno di Murcia esistette per diversi anni anche dopo la caduta del Califfato di Cordoba. Passata sotto il regno di Castiglia nel XIII ne seguì le sorti.
Le attrattive turistiche è artistiche sono rappresentate dalla Chiesa di San Juan Bautista del secolo XVIII, dal Santuario de la Virgen de Salud del XVIII secolo, dal Parque del Rio Muerto, dal Balneario termal stabilimento termale delle acque medicamentose che sgorgano dal Salte del Ciervo, già conosciute dai Romani dei quali nei dintorni si sono trovati reperti assieme a reperti iberici. Nella zona del Balneario oltre alle installazioni terapeutiche per la cura delle malattie reumatiche ci sono i locali di divertimento e le installazioni sportive. Il Municipio è collocato nella Casa Grande, costruzione del XV secolo destinata in origine a conservare le decime in natura e le riserve di cereali. La Iglesia Parroquial barocca è del 1789, modificata nel XIX secolo, l'Ermita del Balneario è una piccola chiesa del 1878. Del XV secolo è l'Acueducto de la Rambla col quale si realizzò la sistemazione idraulica del territorio.
Curiosa è la costruzione detta Castillo de D. Mario; costruito su un rialzo del terreno, caratterizza la città ed è considerato soltanto decorativo ma in effetti è una gigantesca colombaia.

## Amministrazione

### Gemellaggi
- Chesham